# 벤 10 (2016년 애니메이션)
《벤 10 리부트》(Ben 10 Reboot)은 카툰 네트워크에서 방송되는 미국의 텔레비전 애니메이션이다.